# 京溪街道
京溪街道，是中华人民共和国广东省广州市白云区下辖的一个乡镇级行政单位。

## 行政区划
京溪街道下辖以下地区：
京鹏社区、梅花园社区、第一军医大社区、京海社区、恒骏花园社区、京龙社区、京宇社区、白灰场社区、京麟社区、东圣社区、犀牛角社区、麦地社区、金麟社区、梅苑社区、云景花园社区和白天鹅花园社区。